# Przełom tarczycowy hipermetaboliczny
Przełom tarczycowy hipermetaboliczny (tyreotoksyczny, łac. coma thyreotoxicum, crisis thyreotoxica, ang. Basedow's coma, thyroid storm) – zagrażający życiu zespół chorobowy, w którym na skutek różnorodnych przyczyn dochodzi do  gwałtownego uwolnienia hormonów tarczycy. Objawia się zaburzeniami wielonarządowymi, wraz z bardzo wysoką gorączką, pobudzeniem, niepokojem, tachykardią, wymiotami i biegunką. Może pojawić się niewydolność krążenia. W późniejszym okresie pobudzenie przechodzi w apatię.
Przełom tyreotoksyczny jest najcięższym powikłaniem zabiegu operacyjnego związanym z usunięciem wola nadczynnego.

## Czynniki wywołujące
- odstawienie tyreostatyków
- terapia 131I
- podaż preparatów jodowych
- leki (np. salicylany)
- operacja (wycięcie tarczycy i inne)
- uraz tarczycy (badanie tarczycy z dużym uciskiem na gruczoł)
- infekcja
- poród
- kwasica ketonowa
- zawał serca
- zatorowość płucna
- niewydolność serca
- udar
- hipoglikemia

## Objawy[3]
- Objawy prodromalne
  - pobudzenie
  - bezsenność
  - spadek masy ciała
  - nasilenie drżenia mięśniowego
  - gorączka
  - nudności i wymioty
- Pełnoobjawowy przełom tarczycowy
  - gorączka
  - silne pobudzenie (niekiedy wzmożona senność i apatia, nawet śpiączka)
  - znaczna tachykardia
  - nudności, wymioty, bóle brzucha, biegunki
  - objawy odwodnienia

## Leczenie[4]
- Leki
  - obniżające stężenie hormonów tarczycy
  - beta-blokery
  - hydrokortyzon
  - antybiotyki
  - leki sedatywne lub przeciwdrgawkowe
- Podawanie tlenu
- Wyrównywanie zaburzeń wodno-elektrolitowych
- Obniżanie temperatury ciała
- Leczenie przyczyny przełomu tarczycowego
- Profilaktyka przeciwzakrzepowa
- Plazmafereza

## Rokowanie
Śmiertelność wynosi 30-50%.